# فرانك غروز
فرانك غروز (بالإنجليزية: Frank Grose) هو دراج نيوزيلندي، ولد في 16 نوفمبر 1909 في كرايستشرش في نيوزيلندا، وتوفي في 11 أغسطس 1952.